# Bam-ui haebyeon-eseo honja
Bam-ui haebyeon-eseo honja, noto anche con il titolo internazionale On the Beach at Night Alone (밤의 해변에서 혼자?; lett. "Da sola sulla spiaggia di notte") è un film drammatico del 2017 scritto, diretto e prodotto da Hong Sang-soo.
È stato presentato in concorso alla 67ª edizione del Festival di Berlino, dove Kim Min-hee ha ricevuto l'Orso d'argento per la migliore attrice.

## Trama
La giovane attrice sudcoreana Younghee decide di partire per la Germania e prendersi una pausa dal lavoro e dalla relazione con un regista sposato. Giunta ad Amburgo, si ritrova a riflettere sulla sua vita, cercando di fare chiarezza sui propri desideri e i sentimenti verso l'uomo. Tornata in patria, Younghee inizia a non frenare più i propri pensieri e dice ai suoi amici ciò che prova veramente.

## Distribuzione
Dopo l'anteprima del 16 febbraio 2017 al Festival di Berlino, il film è stato distribuito in Corea del Sud a partire dal 23 marzo.
In seguito è stato proiettato al Buenos Aires Festival Internacional de Cine Independiente (25 aprile), il Los Angeles Film Festival (20 giugno), il Jerusalem Film Festival (17 luglio), il Melbourne International Film Festival (4 agosto) e il New Horizons Film Festival di Breslavia (7 agosto).

## Critica
Il sito Metacritic assegna al film un punteggio di 84 su 100 basato su 6 recensioni, mentre il sito Rotten Tomatoes riporta il 91% di recensioni professionali con un giudizio positivo, con un voto medio di 7,5 su 10.
Eric Kohn del sito IndieWIRE ha descritto il film «un'affascinante sublimazione autobiografica nei precisi termini creativi di Hong, uno studio agrodolce dei personaggi intenso, brillante e ingannevolmente leggero come gran parte dei suoi lavori».
Guy Lodge della rivista Variety lo ha invece definito «concettualmente meno ambizioso di Right Now, Wrong Then del 2015», sottolineando la prova di Kim Min-hee «che procede sottilmente verso un registro più graffiante quando la piena estensione del suo tormento interiore è rivelata».
Anche Deborah Young ha elogiato la performance della protagonista su The Hollywood Reporter: «La storia è scarsa se non inesistente, ma Kim Min-hee nel ruolo principale tiene il pubblico sveglio, in attesa della sua prossima esplosione di verità senza censure». A proposito del film ha scritto: «definirlo uno studio o un ritratto potrebbe essere troppo. È più una serie di scene di vita alla Rohmer che rivelano casualmente qualcosa dei personaggi che fanno molto poco, ma parlano molto di se stessi».

## Riconoscimenti
- 2017 – Festival internazionale del cinema di Berlino
  - Orso d'argento per la migliore attrice a Kim Min-hee
  - Candidatura all'Orso d'oro
- 2017 – Baeksang Arts Award
  - Candidatura per il miglior regista a Hong Sang-soo
- 2017 – Jerusalem Film Festival
  - Miglior film internazionale
- 2017 – Buil Film Awards
  - Candidatura per la miglior attrice a Kim Min-hee
- 2017 – Los Angeles Film Festival
  - Menzione speciale della World Fiction Jury
- 2018 – Chunsa Film Art Awards
  - Candidatura per la miglior attrice a Kim Min-hee